# Кант-Ойл
«Кант-Ойл» — ныне не существующий киргизский футбольный клуб из Канта. Двукратный чемпион Кыргызстана 1994 и 1995 годов.

## Названия
- 1993 — «Хан-Тенгри».
- 1994-1996 — «Кант-Ойл».

## История
Основан не позднее 1993 года, в котором, выступая под названием «Хан-Тенгри», дебютировал в Высшей лиге Кыргызстана и занял 14-е место.
В межсезонье-1993/94 клуб был переименован в «Кант-Ойл». В команду были привлечены многие ведущие футболисты Кыргызстана, в том числе из потерявшей прежнее финансирование «Алги», распавшегося «СКА-Достука» и других клубов.
Тренером первоначально был назначен Михаил Тягусов, однако перед самым стартом сезона 1994 года он был заменён на Евгения Новикова.
В 1994 и 1995 годах «Кант-Ойл» побеждал в чемпионатах Кыргызстана. В обоих сезонах команда потерпела только по одному поражению. В Кубке Кыргызстана лучшим результатом стал выход в полуфинал в 1994 году.
В 1995 году клуб принимал участие в Кубке чемпионов Азии, но уступил в первом же раунде туркменскому «Копетдагу» (0:6, 2:0). В 1995 и 1996 годах участвовал в Кубках Содружества, проиграл 5 матчей с крупным счётом и лишь 1 игру с армянским «Пюником» свёл вничью.
Весной 1996 года клуб был расформирован.

## Тренеры
- 1993: нет данных
- 1993/94: Михаил Тягусов
- 1994—1996: Евгений Новиков

## Таблица выступлений
| Год  | Лига                  | Место    | И  | В  | Н | П  | Мячи  | Бомбардир                | Кубок |
| ---- | --------------------- | -------- | -- | -- | - | -- | ----- | ------------------------ | ----- |
| 1993 | Высшая                | 14 из 17 | 32 | 7  | 5 | 20 | 39-72 | Олег Гуменюк — 16        | 1/16  |
| 1994 | Высшая                | 1 из 14  | 26 | 22 | 3 | 1  | 91-16 | Александр Мерзликин — 25 | 1/2   |
| 1995 | Высшая (зона «Север») | 1 из 8   | 14 | 12 | 2 | 0  | 52-9  | Александр Мерзликин — 27 | 1/8   |
| 1995 | Высшая (Финал)        | 1 из 8   | 14 | 9  | 4 | 1  | 25-7  | Александр Мерзликин — 27 | 1/8   |